# Montague Ewing
Montague Ewing (* 21. Mai 1890 in East Ham; † 4. März 1957 in Friern Barnet, London) war ein britischer Komponist und Arrangeur.

## Werdegang
Montague George Ewing wurde am 21. Mai 1890 in Eastham, London, England geboren. Ewing war musikalischer Autodidakt. Er arbeitete im Büro und schrieb seine Kompositionsversuche auf Löschpapier, bis man ihn beinahe hinauswarf. Er diente in zwei Weltkriegen: von 1915 bis 1919 im Regiment London Scottish und 1940 bis 1944 bei der Home Guard. Als Komponist wie als Textdichter veröffentlichte er sowohl unter seinem Geburtsnamen als auch unter verschiedenen Pseudonymen: Rex Avon, Herbert Carrington, Brian Hope, Paul Hoffmann und vor allem Sherman Myers.
Er schrieb und bearbeitete leichte Unterhaltungsmusik, heitere Klavierstücke im Novelty-Stil und Liedschlager. Viele Kompositionen haben beschreibende Titel wie Fairy on the Clock, Soldier on the Shelf oder Butterflies in the Rain. Oft weisen Zusätze wie A Humorous Interlude oder Humourous One or Two-Step auf den heiteren Charakter des Musikstückes hin.
Erstmals bekannt wurde er mit seinem 1911 veröffentlichten Policeman’s Holiday, der sogleich ein Erfolg wurde; er wird noch heute gern von Blaskapellen gespielt. Weitere Stücke mit dem Thema „Polizei“ folgten mit The Police Patrol und The Burglar’s Dream. Anders seine Novelties Butterflies in the Rain oder Fairy on the Clock zu Beginn der 1930er Jahre, die zwar modern arrangiert waren, sich aber nicht zum Marschieren eigneten. Auf exotische Fernen wies er mit seinen orientalischen Foxtrotts Moonlight on the Ganges oder When Lights Are Low in Cairo hin.
Seine Kompositionen wurden auch in Deutschland gespielt und waren dort auf Grammophonplatten erhältlich. Mehrere fanden in den 1930er Jahren auch in verschiedenen Tonfilmen Verwendung, teils mit, teils ohne Nennung seines Namens im Abspann.
Er starb am 4. März 1957 im Alter von 67 Jahren in Friern Barnet, London, England.
Fly by the Night wurde später auch in Zeichentrickserien eingesetzt, so bei Ren & Stimpy und bei SpongeBob Schwammkopf.

## Werke

### Notenausgaben
Werkverzeichnis List of Works by Montague Ewing (1890–1957)

#### Levy Sheet Music Collection(als Montague Ewing)
Auflistung der Johns-Hopkins-Universität
- The Policeman’s Holiday. 1 or 2-Step. Phillips & Page, London 1911.
- The Tinker’s 1 or 2 Step. With a Tin Can Accompaniment. Phillips & Page, London 1912.
- The Burglar’s Dream. 1 or 2-Step. Phillips & Page, London 1913.
- The Police Patrol. Humourous Interlude. Phillips & Page, London
- Policeman’s Holiday, 1 or 2-Step. Phillips & Page, London
- Policeman’s Holiday. Arranged for Piano Accordion by Sidney Pimm. Verlag Alfred Oliver & Co., Clapham Common.
- The Bunyip (The Australian Bogey). Tango. Phillips & Page, London 1913.[10]
- Suffragettes. A Humourous One or Two-Step by Montague Ewing. Phillips & Page, London 1913.

#### Als Sherman Myers
- Fairy on the Clock: Novelty Foxtrot. Text von Erell Reaves.[11] Cecil Lennox Ltd. London W.C.2
- Babys erste Uhr (Fairy on the clock): Novelty Foxtrot. Arr.: Nico Dostal. Dt. Text: Egon Schubert Berlin: Roehr A.G 1930.[12]
- Butterflies in the Rain Novelty Foxtrot. Text: Erell Reaves.London: Verlag Cecil Lennox, Verlag Bosworth & Co. Ltd.[13]
- The Queen was in the Parlor: An English Novelty Success a ridiculous situation in fox-trot tempo, arr. by Ronnie Munro. Text: Erell Reaves. London: Cecil Lennox 1931.
- Soldier on the Shelf: A Toyshop Fable in Foxtrot Rhythm Text: Erell Reaves. 1934.
- Cupid on the Cake: Novelty Fox Trot. Text: Erell Reaves; arr. by Graham Prince.[14]
- Dance of the Navvies: comedy characteristic fox-trot. Text: Robert Hargreaves und Stanley J. Damerell, Musik: Tolchard Evans und Sherman Myers, mit Ukulele[15]
- When Lights Are Low In Cairo. Eastern Song Fox-Trot.Text: Erell Reaves. London: Cecil Lennox
- Moonlight on the Ganges. Text: Chester Wallace

#### Klavierstücke
- Masquerade, for piano; dedicated to the composer and editor of organ music (Cecil) Wesley Councell[16] London: Chappell & Co. Ltd. London 1919
- Petals – Four Sketches, Suite for the Pianoforte: 1 - Dance of the Jonquils; 2 - To a Violet; 3 - Tiger Lily; 4 - Yellow Poppies, 1919.
- The Wedding of the Wasps – A Little Novelty (aus Three Charming Pieces for Pianoforte), 1938.
- Serenade to the Sun – A Quiet Melody (aus Three Charming Pieces for Pianoforte), 1942.
- Lady Moon – Nocturne (aus Three Charming Pieces for Pianoforte), 1943.

### Tondokumente
- 1913: Policeman’s Holiday. British Marine Band. Phoenix Record O5
- 1926: Moonlight on the Ganges. Chester Wallace und Sherman Myers, Frederick Kinsley on the Midmer-Losh pipe organ. Edison Diamond Disc Record 51 915-R[17]
- 1927: Moonlight on the Ganges. Jazz Symphonie Orchester (Bernard Etté), Vox
- 1930: Babys erste Uhr (Fairy on the Clock), Tanz-Orchester Dajos Béla. Odeon
- 1932: Butterflies in the Rain. Ray Noble und sein Orchester. Electrola.
- unbekanntes Jahr: The Queen was in the Parlour Ambrose and his Orchestra. Victor

### Samplerbeiträge
- Butterflies in the Rain auf Golden Age of Light Music: The 1930s. (Guild Light Music) 2004.
- Gazelle. auf Golden Age of Light Music: A Second A-Z of Light Music. (Guild Light Music) 2011.
- In Playful Mood auf Golden Age of Light Music: From the Vintage Vaults. (Guild Light Music) 2011.
- Fairy on the Clock auf Golden Age of Light Music: Salon, Light and Novelty. (Guild Light Music) 2013.

## Filmografie
- 1930: Elstree Calling (Song: Fairy On The Clock)
- 1931: Mata Hari (Song: Oriental Shadows")[18]
- 1932: Menschen im Hotel (Grand Hotel) (Song: Soldier on the Shelf)[19]
- 1932: The Queen Was in the Parlor (Kurzfilm) (Song: The Queen Was in the Parlor)
- 1933: Heads We Go (Song: Whistling Under the Moon)
- 1933: Crime on the Hill (Song: Whistling Under the Moon)
- 1933: That’s My Wife (Song: Butterflies in the Rain)
- 1934: Tarzans Vergeltung (Tarzan and His Mate) (Song: Soldier on the Shelf)
- 1934: Buddy the Dentist (Kurzfilm) (Song: Whimsical Dance)
- 1935: Buddy of the Legion (Kurzfilm) (Song: On the Prowl)
- 1936: Love at Sea (Songs: Fairies in the Moon, Music And Moonlight)
- 1936: The Man in the Mirror (Song: Summer Dreams)
- 1939: Ask a Policeman (Song: Policeman’s Holiday)